# Свободное падение (фильм, 1987)
«Свободное падение» — советский цветной художественный фильм, снятый в 1987 году кинорежиссёром Михаилом Туманишвили. Премьера состоялась в мае 1988 года.

## Сюжет
В 1980-х годах в провинциальном городе проводятся соревнования по прыжкам с парашютом, в которых участвуют пятеро друзей, занимающихся этим спортом на протяжении двадцати лет. Это событие знаменует конец их спортивной карьеры. После празднования в гостиничном номере завязывается драка, в которой погибает человек. В ходе следствия основное подозрение падает на Алика Субботина, одного из друзей с криминальным прошлым. В процессе расследования обнажается истинное отношение друзей друг к другу. Только один из них, известный как врач, даёт показания в защиту Алика, который смиренно принимает свою судьбу. Позже устанавливается невиновность Субботина.

## В ролях
| Актёр                | Роль        |
| -------------------- | ----------- |
| Андрей Мягков        | следователь |
| Александр Збруев     | врач        |
| Любомирас Лауцявичус | Алик        |
| Анатолий Васильев    | Вадим       |
| Александр Михайлов   | Счастливчик |
| Арнис Лицитис        | Марат       |

### В эпизодах
| Актёр               | Роль |
| ------------------- | ---- |
| Николай Волков      |      |
| Елена Камбурова     |      |
| Ольга Гобзева       |      |
| Елена Мельникова    |      |
| Светлана Тормахова  |      |
| Владимир Бурлаков   |      |
| Елена Козлитина     |      |
| Александр Коняшин   |      |
| Миша Шаплыко        |      |
| Ира Панина          |      |
| А. Дмитриев         |      |
| А. Шкуренко         |      |
| Олег Савосин        |      |
| П. Сорокин          |      |
| Александр Мыльников |      |
| Л. Николашина       |      |
| О. Синкин           |      |
| Людмила Карауш      |      |
| Марина Ганчук       |      |
| Татьяна Игнатова    |      |
| Виктор Щеглов       |      |
| Ирина Дитц          |      |
| Игорь Машинский     |      |
| К. Курдюков         |      |
| Е. Расторгуева      |      |

## Критика
Критик Нея Зоркая в журнале «Советский экран» положительно оценила фильм, назвав его «горьким и нужным». В то же время, была положительно оценена игра Андрея Мягкова, исполняющего в фильме роль следователя.

### Комментарии
1. ↑  Прокатное удостоверение фильму было выдано 15 октября 1987 года[1]
2. ↑  в титрах — И. Ионих[1]